# 佐世保市立小佐世保小学校
佐世保市立小佐世保小学校（させぼしりつ こさせぼしょうがっこう）は、長崎県佐世保市小佐世保町にある公立の小学校。

## 概要
歴史
1934年（昭和9年）創立の「小佐世保尋常小学校」を前身とする。現校名になったのは学制改革が行われた1947年（昭和22年）。2014年（平成26年）に創立80周年を迎えた。
校区
住所表記で佐世保市の後に「白木町（一部）、小佐世保町、須佐町、高梨町」が続く地域。中学校区は佐世保市立祇園中学校。
校章
鏡と桜の花弁を組み合わせたものを背景にして中央に「小佐世保」の文字（縦書き）を置いている。
校歌
作詞は亀谷良三、作曲は原格太郎による。歌詞は3番まであり、各番に校名の「小佐世保」が登場する。

## 沿革
- 1934年（昭和9年）
  - 4月 - 「小佐世保尋常小学校」の設立が認可される。修業年限は6年。初代校長には亀谷良三が就任。
  - 11月 - 校舎が完成。
- 1935年（昭和10年）1月 - 開校。光園尋常小学校・戸尾尋常小学校[2]・八幡尋常小学校[3]から児童を収容し授業を開始。
- 1939年（昭和14年）4月 - 山手尋常小学校の新設により、山手町・名切町の児童が転出。
- 1941年（昭和16年）4月1日 - 国民学校令の施行により「佐世保市小佐世保国民学校」に改称。尋常科を初等科に改める。
- 1945年（昭和20年）
  - 6月29日 - 佐世保空襲により、校舎を焼失。分散授業を余儀なくされる。
  - 9月 - 白南風国民学校の校舎の15教室を借用。
- 1947年（昭和22年）
  - 4月1日 - 学制改革（六・三制の実施）が行われ、「佐世保市立小佐世保小学校」（現校名）となる。
  - この年 - 元の位置に校舎が復興し、移転を完了。新設の佐世保市立旭中学校[4]が校舎の一部を借用。
- 1948年（昭和23年）
  - 4月 - 校舎を借用していた旭中学校が移転。
  - 9月 - 水害により被災するもすぐに復旧。
- 1951年（昭和26年）- 運動場を整備。

## 山手小学校との統合案
2020年（令和2年）年3月に策定された 佐世保市学校再編基本方針では、小佐世保小学校、山手小学校、祇園小学校を同一グループにまとめ、再編の対象としている。2021年に開催された 「新しい学校推進 意見交換会」の資料によれば、小佐世保小と山手小を統合し、現在の小佐世保小に統合校を整備する案が検討されているが、同意見交換会では、山手小校区の住民から、 通学距離が長くなることなどから反対意見が出された。佐世保市教育委員会は 「押し切って進めることはしない」と継続して協議を進める方針である。

## 交通アクセス
最寄りのバス停
- 西肥バス（させぼバスが担当）「小佐世保小学校下」バス停[6]

## 周辺
- 小佐世保簡易郵便局
- 八龍神社

## 参考資料
- 「佐世保市史 教育篇」（佐世保市）p. 651 - p. 652